# 아시안 하이웨이 64호선
아시안 하이웨이 64호선(AH64)은 카자흐스탄의 페트로파블에서 출발하여 러시아의 바르나울까지 이어주는 총 연장 1666km의 거리를 가진 국제 간선 도로망이다.

## 주요 경유지

### 카자흐스탄
- A1 고속도로 : 페트로파블 - 콕셰타우
- A1 고속도로 : 콕셰타우 - 아스타나
- P4 도로 : 아스타나 - 시더티
- A17 고속도로 : 시더티 - 파블로다르
- M38 고속도로 : 파블로다르 - 세메이
- A11 고속도로 : 세메이 - 크라스니아우르

### 러시아
- A322 도로 : 룹촙스크 - 바르나울